# Olba (Teruel)
Olba ist eine spanische Gemeinde (municipio) mit 294 Einwohnern (Stand: 2024) im Südosten der Provinz Teruel in der Autonomen Gemeinschaft Aragonien. 

## Lage
Olba liegt knapp 43 Kilometer (Fahrtstrecke) südöstlich der Provinzhauptstadt Teruel im Bergland der Sierra de Gúdar am Río Mijares in einer Höhe von ca. 660 m. 

## Bevölkerungsentwicklung
| Jahr      | 1960 | 1970 | 1981 | 1991 | 2006 | 2011 | 2021 |
| Einwohner | 691  | 364  | 252  | 233  | 210  | 249  | 265  |

## Wirtschaft
Landwirtschaft und Tourismus sind die Haupteinnahmequellen des Ortes. 

## Sehenswürdigkeiten

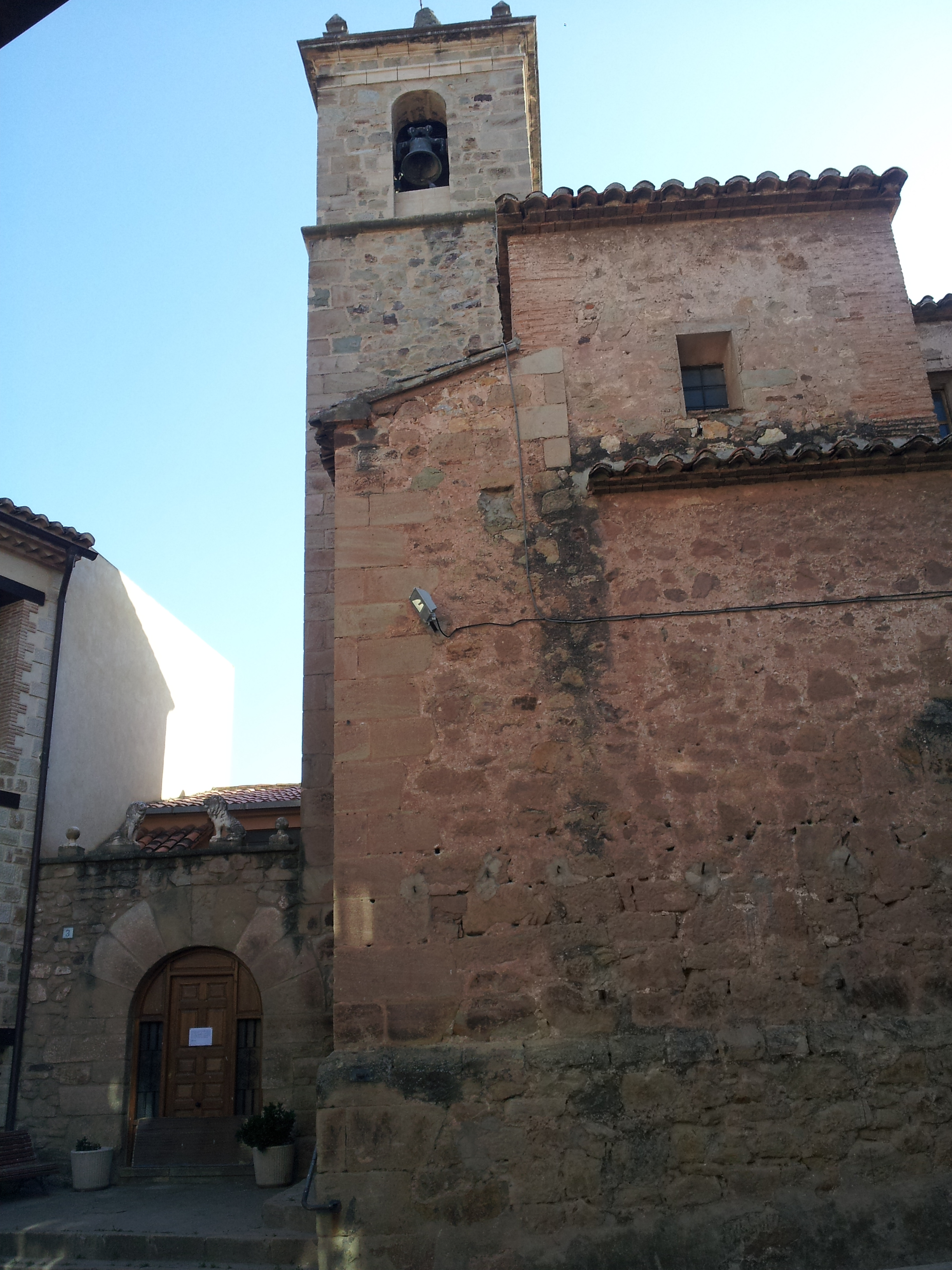
Katharinenkirche
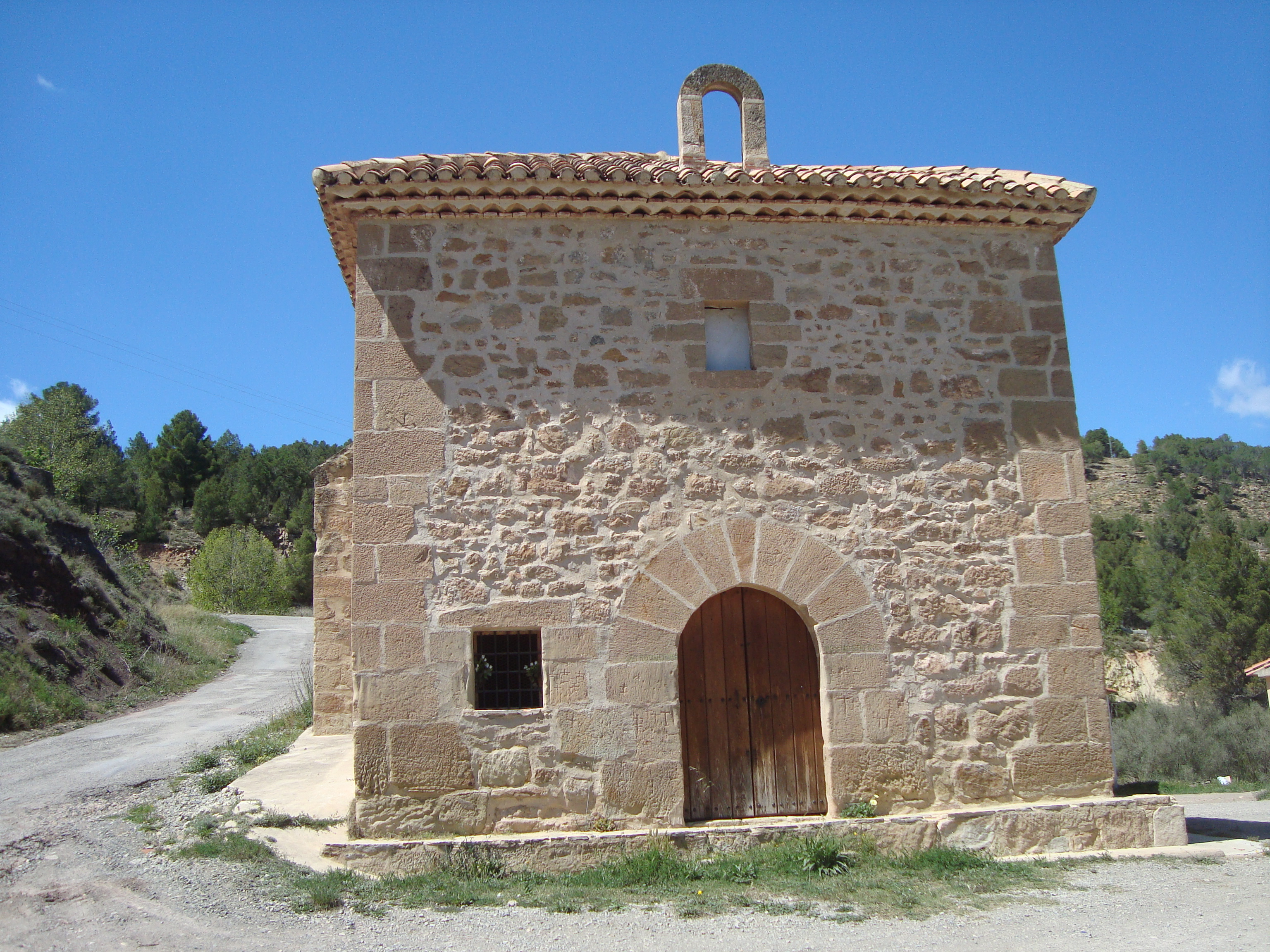
Rochuskapelle
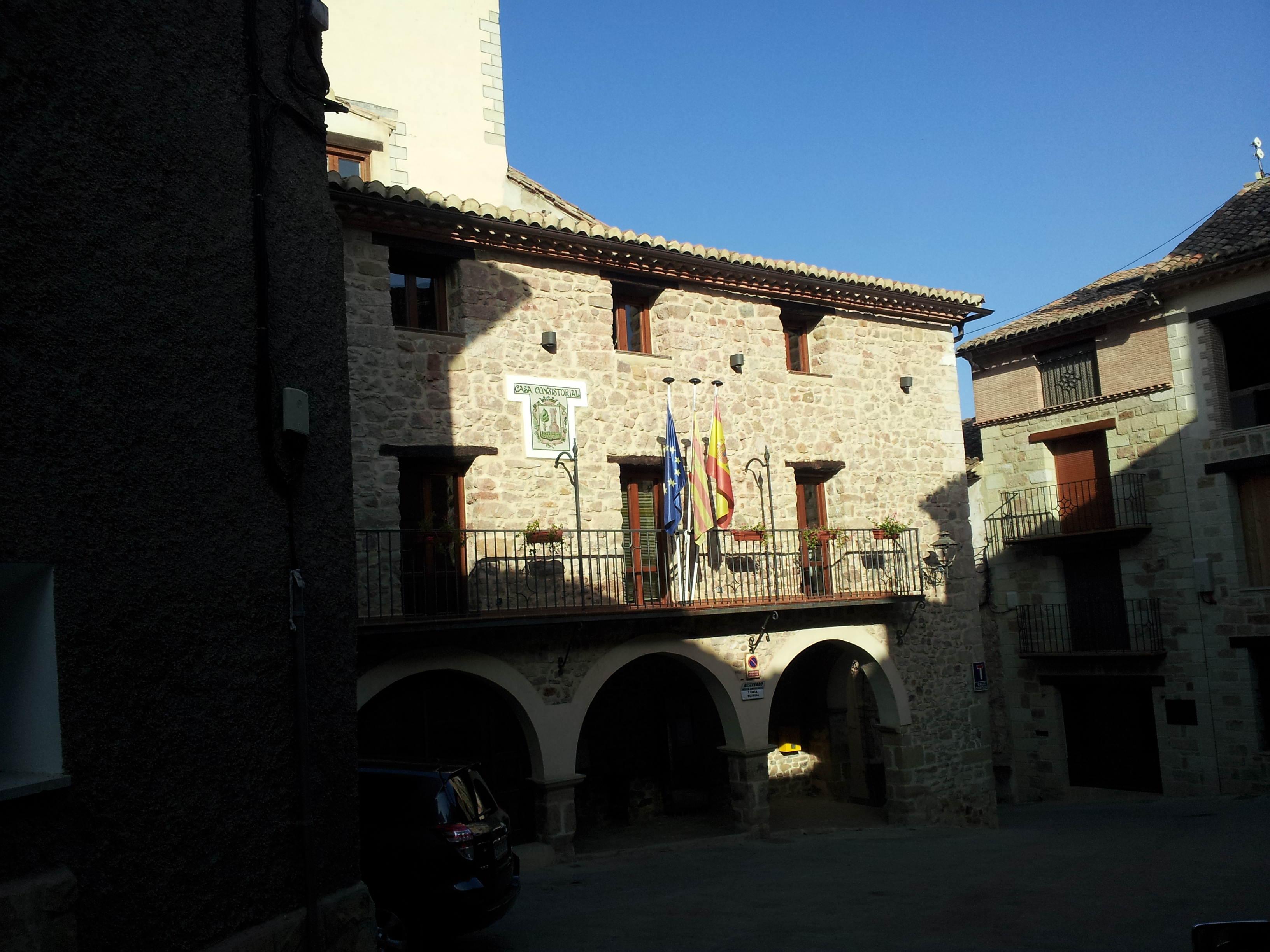
Rathaus

- Marienkapelle
- Peterskapelle

- Katharinenkirche
- Rochuskapelle
- Rathaus

## Persönlichkeiten
- Francisco Tadeo Calomarde (1773–1842), Justizminister
- Manuel Pertegaz (1918–2014), Modedesigner